# 쇼촌 (이시카와현)
쇼촌(庄村)은 이시카와현 에누마군에 있던 촌이다. 현재의 가가시의 북동부, 호쿠리쿠 본선 가가온센역・이부리하시역과 야마시로 온천의 그 사이의 지역에 해당한다.

## 역사
- 1889년 4월 1일 - 정촌제 시행에 의해 5개 촌의 구역으로 성립하였다.
- 1942년 5월 1일 - 야마시로정에 편입해, 동일 쇼촌은 폐지되었다.

## 교통

### 철도
- 호쿠리쿠 철도
  - 호쿠리쿠 철도 동교선

## 참고문헌
- 角川日本地名大辞典 17 石川県